# Wakefield

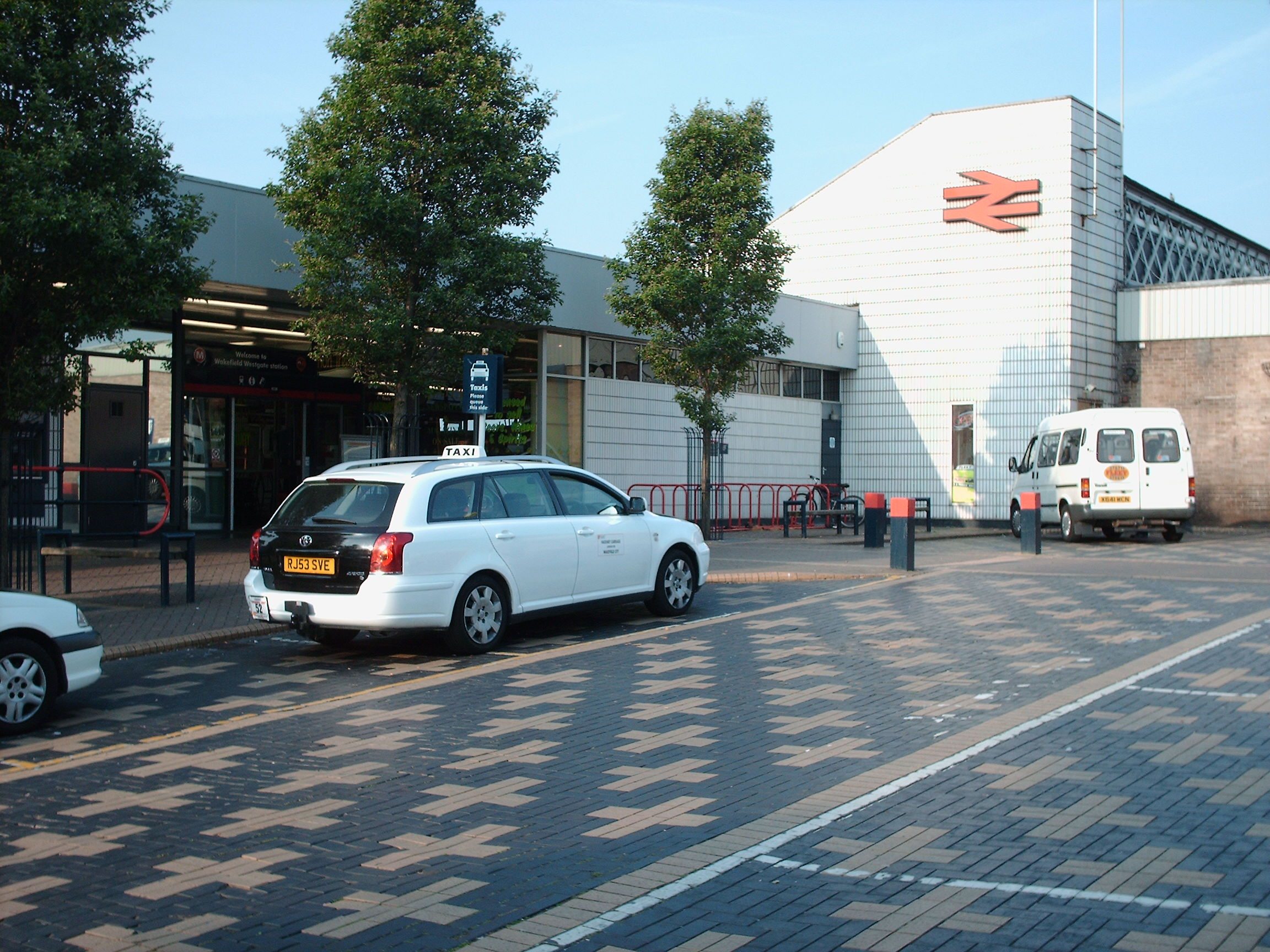
Estação ferroviária de Westgate, em Wakefield

Wakefield é uma cidade às margens do rio Calder e na borda oriental do Peninos, no distrito metropolitano de West Yorkshire, Inglaterra. No Censo de 2001 contava com uma população de 76.886 habitantes, aumentando ligeiramente em seus cinco wards (Leste, Norte, Rural, Sul e Oeste) para um total de 77.512 no Censo de 2011.
Wakefield era apelidada "Merrie City" ("Cidade Alegre") na Idade Média.

## História

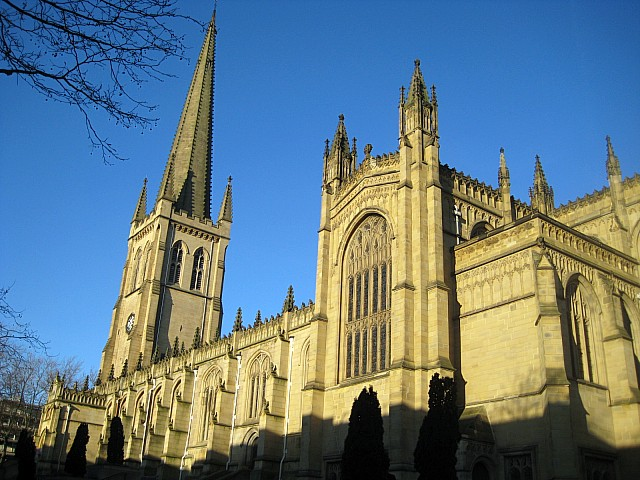
Catedral de Wakefield.

### Toponímia
O nome "Wakefield" pode ser derivado de "Waca's field", um campo aberto pertencente à alguém chamado "Waca", ou poderia ter evoluído a partir das palavras do Inglês Antigo wacu, significando "uma observação ou vigília", e feld, um campo aberto no qual uma vigília ou festival foi realizado. No Domesday Book de 1086, ela foi grafada como Wachefeld e também como Wachefelt, e cobriu uma área muito maior do que a atual Wakefield, muito da qual foi descrita como "desperdício".

### História Antiga
Ferramentas de pedra e, mais tarde, bronze, e implementos de ferro foram encontrados em Lee Moor e Lupset, na área de Wakefield, demonstrando a existência de atividade humana na região desde tempos pré-históricos. Esta parte de Yorkshire era o lar dos Brigantes até a ocupação romana de 43 Wakefield foi estabelecida, provavelmente, pelos Anglos no século V ou VI, e após 876 a área foi controlada pelos Viquingues que fundaram doze aldeias, ou thorpes, em torno de Wakefield. Eles dividiram a área em wapentakes, sendo que Wakefield fazia parte do Wapentake of Agbrigg. O assentamento cresceu perto de um local de travessia do rio Calder em torno de três estradas, Westgate, Northgate e Kirkgate. O sufixo "gate" deriva do norueguês antigo gata, que significa estrada, e "kirk", de kirkja, indicando que havia uma igreja.
Antes de 1066 a mansão de Wakefield pertencia a Eduardo, o Confessor, e passou a Guilherme, o Conquistador após a Batalha de Hastings. Após a conquista normanda da Inglaterra, Wakefield foi vítima de uma série de campanhas travadas por Guilherme no inverno de 1069-70 para subjugar o norte da Inglaterra, quando ele se vingou da população local por resistência à dominação normanda. A mansão foi concedida pela Coroa a Guilherme de Warenne, 1.º Conde Surrey, cujos descendentes, Condes Warenne, o herdaram após sua morte em 1088. A construção do Castelo de Sandal começou no início do século XII. Um segundo castelo, chamado Castelo de Wakefield, foi construído em Lawe Hill, no lado norte do Calder, mas foi abandonado. Wakefield e seus arredores formaram o caput de uma extensa exploração baronial pelos Warennes, que se estendia a Cheshire e Lancashire. Os Warennes, e seus sublordes feudais, ocuparam a área até o século XIV, quando esta passou para seus herdeiros.
O Domesday Book registrou duas igrejas, uma em Wakefield e outra em Sandal Magna. A igreja Saxônica em Wakefield foi reconstruída em pedra em aproximadamente 1100, no estilo normando, e foi continuamente ampliada até 1315, quando a torre central desmoronou. A partir de 1420 a igreja foi novamente reconstruída, sendo ampliada entre 1458 e 1475.
Em 1203, Guilherme de Warenne, 5.º Conde Surrey recebeu uma subvenção para um mercado na cidade. O mercado estava perto da Praça de Touros e da igreja. Em 1204, o Rei João concedeu os direitos para uma feira na festa de Todos os Santos, 1 de novembro, e em 1258 Henrique III também concedeu o direito a uma feira na festa de São João Batista, 24 de junho. Os habitantes da cidade de Wakefield divertiam-se em jogos e esportes, ganhando o título de "Merrie Wakefield" (Alegre Wakefield). O principal esporte no século XIV era o tiro com arco

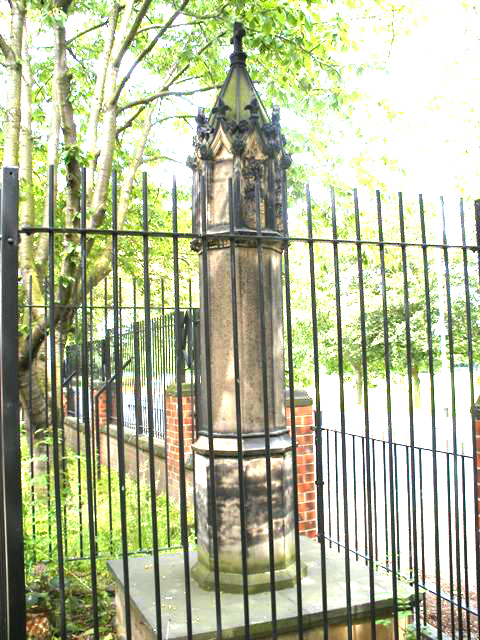
Memorial a Ricardo, 3.º Duque de Iorque, assassinado em uma batalha em 1460

Durante a Guerra das Rosas, Ricardo Plantagenet, Duque de Iorque foi assassinado em 30 de dezembro de 1460 na Batalha de Wakefield, próximo ao Castelo de Sandal. Como preparação para a invasão iminente da Armada Espanhola em abril de 1558, 400 homens do wapentake de Morley e Agbrigg foram convocados para Bruntcliffe, próximo a Morley, com suas armas. Homens de Kirkgate, Westgate, Northgate e Sandal Magna estavam entre eles, e todos retornaram em agosto. Na época da Guerra Civil, Wakefield era um reduto dos realistas. Um ataque liderado por Sir Thomas Fairfax em 20 de maio de 1643 capturou a cidade para os parlamentaristas. Mais de 1500 soldados foram presos junto com o comandante realista, Lord Goring.
Em épocas medievais, Wakefield transformou-se em um porto interior no Calder e em um centro para o comércio de lã e couro. Em 1538, John Leland descreveu-a como "uma cidade de mercado muito ágil, bem servido de peixe e carne, tanto do mar quanto dos rios... de modo que todas as provisões são muito boas lá... Um homem direito e honesto vai bem para uma segunda refeição... Há uma abundância de carvão nos alojamentos de Wakefield ".  Em 1699 um Ato do Parlamento foi aprovado criando a Aire and Calder Navigation, que fornecia à cidade acesso ao Mar do Norte. O primeiro Registro de Escrituras no país foi aberto em 1704. Em 1765, o mercado de gado foi estabelecido em Wakefield e tornou-se o maior do norte da Inglaterra. A cidade era um centro para comércio de tecidos, com seu próprio local para vendas, o Tammy Hall, construído em 1766. No final dos anos 1700, casas no estilo georgiano e a Igreja de São João foram construídas ao norte do centro da cidade.
No século XVIII, Wakefield comercializava milho, carvão mineral e têxteis. Em 1888, sua igreja paroquial adquiriu o status de catedral. Transformou-se em sede de condado e ganhou assento no Conselho do Condado de West Riding em 1889, e no Conselho Metropolitano de West Yorkshire em 1974, até que este se dissolvesse em 1986.

### Revolução Industrial

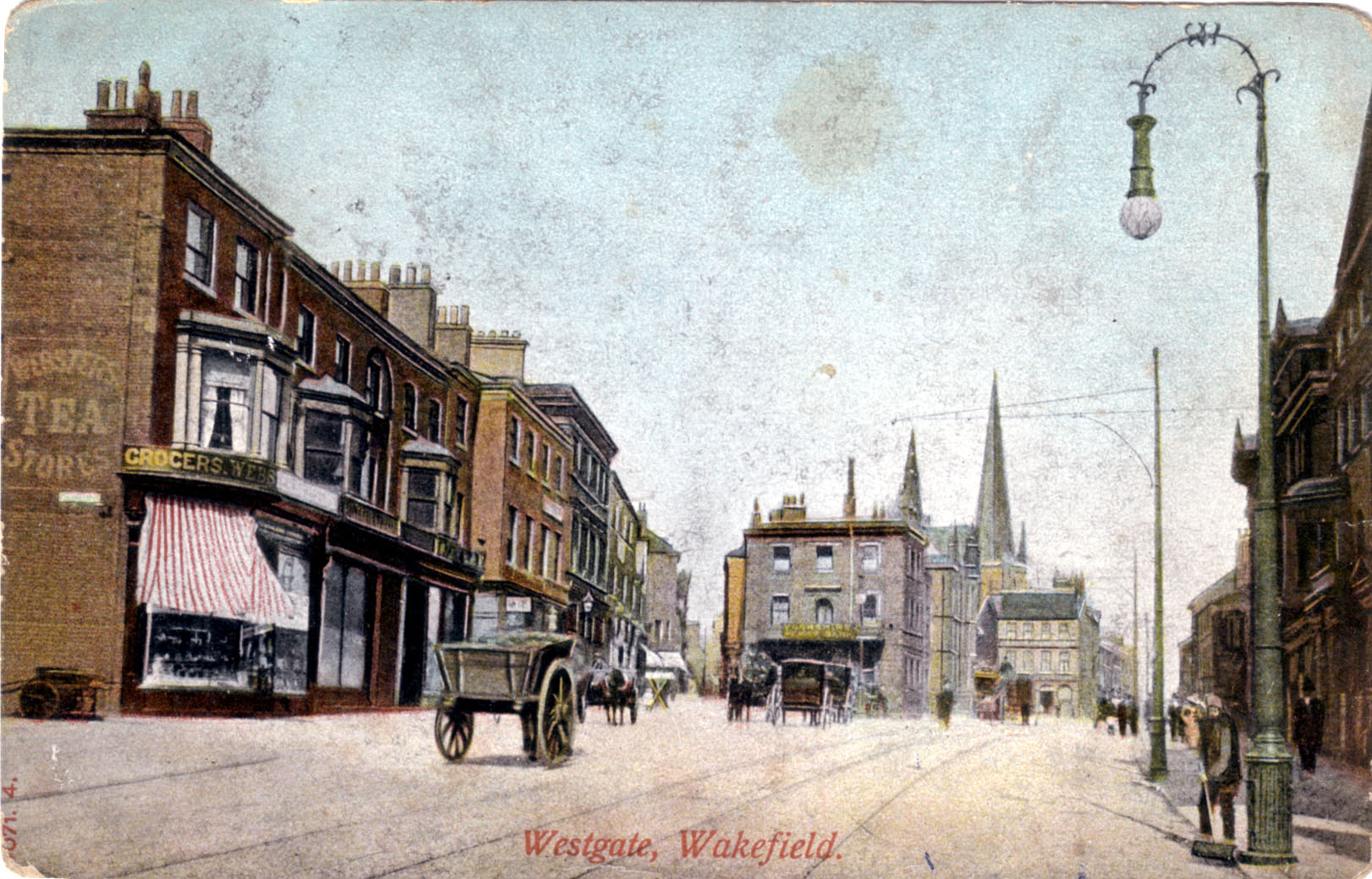
Westgate c. 1900

No início do século XIX Wakefield era uma rica cidade comercial e um importante porto interno destinado a escoar a produção de lã e grãos. A Aire and Calder Navigation, a Calder and Hebble Navigation e o Canal Barnsley foram instrumentos para o desenvolvimento da cidade como o maior e mais importante mercado de grãos do norte do país. Grandes armazéns foram construídos nas margens do rio para armazenagem de grãos em Norfolk, Cambridgeshire e Lincolnshire, para suprir a população em rápido crescimento no West Riding of Yorkshire. Grandes quantidades de cevada foram cultivadas na região e, em 1885, mais malte foi produzido em Wakefield "que em qualquer distrito de igual extensão no reino". O mercado desenvolveu-se nas ruas ao redor da Praça de Touros (Bull Ring), e o mercado de gado entre George Street e Ings Road, a ponto de ser um dos maiores do país. O transporte rodoviário em estradas pedagiadas era importante. As carruagens do correio partiam rumo a Leeds, Londres, Manchester, York e Sheffield. Strafford Arms era um importante serviço de estalagem que atendia aos viajantes, com alimentação para os cavalos. As estradas de ferro chegaram a Wakefield em 1840 quando a estação de Kirkgate foi construída na linha de Manchester à Leeds.
Quando o comércio de tecidos declinava, as fábricas de lã que usavam vapor eram construídas pelo rio. Havia uma fábrica de vidro em Calder Vale Road, várias fábricas de cerveja, incluindo Melbourne's e Beverley's Eagle, obras de engenharia com fortes ligações com a indústria de mineração, fábricas de sabão e tijolos em Eastmoor, dando à cidade uma economia diversificada. Barcos e Corvetas eram construídas na área do Calder. Nos arredores da cidade, o carvão foi extraído desde o século XV. 300 homens eram empregados em minas de carvão na cidade em 1831. Durante o século XIX outras foram cavadas, de modo que havia 46 pequenas minas em Wakefield e arredores em 1869. A National Coal Board acabou se tornando o maior empregador de Wakefield, ao lado da Manor Colliery, em Cross Lane, e da mina de carvão Park Hill, em Eastmoor, sobrevivendo até 1982.
Durante o século XIX Wakefield tornou-se o centro administrativo para o West Riding de Yorkshire, quando muitos edifícios familiares foram construídos. O primeiro edifício cívico em Wood Street, o Tribunal de Justiça, foi construído em 1810. O West Riding Pauper Lunatic Asylum foi construído em Stanley Royd, fora da cidade em Aberford Road, em 1816. Durante este século, ele teve um papel central no desenvolvimento da psiquiatria britânica, com Henry Maudsley e James Crichton-Browne integrando sua equipe médica. A maior parte do prédio está agora demolida. A velha Casa de Correção de 1595 foi reconstruída como Prisão de Wakefield em 1847. O Clayton Hospital foi construído em 1854 após uma doação de Thomas Clayton. O Instituto de Mecânica, contendo uma sala de assembleia, biblioteca pública e sala de redação, foi construído em Wood Street em 1820-21 em estilo clássico com detalhes iônicos. A Wakefield Literary Society funcionou ali de 1827 até ao século XX, e sua Sociedade Geológica deixou artefatos para o Wakefield Museum.
Até 1837, Wakefield contou com poços e mananciais para seu abastecimento de água; A água do rio Calder foi poluída e vários esquemas de abastecimento não tiveram êxito até que os reservatórios em Rishworth e Ardsley foram construídos, fornecendo água limpa a partir de 1888.
A partir de 1885, as ruas da cidade foram pavimentadas, sinalizadas e iluminadas com gás fornecido por uma empresa incorporada em 1822. Entre 1870-85 as melhorias foram feitas no lado norte da cidade em torno da Igreja de St. John, agora uma área da conservação.

### Século XX
Em 2 de junho de 1906 o empresário e filantropo Andrew Carnegie, o homem mais rico do mundo em seu tempo, inaugurou a nova Wakefield Public Library, biblioteca pública localizada em Drury Lane, construída com uma concessão de £8.000 do Carnegie Trust.
Há sete antigas áreas municipais em Wakefield que o Conselho começou a edificar após a Primeira Guerra Mundial, a mais antiga sendo Portobello, a maior Lupset e as demais Flanshaw, Plumpton, Peacock, Eastmoor e Kettlethorpe. Casas não compradas pelos ocupantes com Direito de Compra foram transferidas para um proprietário social registado, Wakefield e a District Housing (WDH) em 2005. As aldeias periféricas de Sandal Magna, Belle Vue e Agbrigg tornaram-se subúrbios de Wakefield.
As indústrias de vidro e têxtil encerraram as atividades nas décadas de 1970 e 1980 e o carvão enfrentou a concorrência de fontes alternativas e a diminuição da demanda. As minas de carvão ao redor de Wakefield estiveram entre as primeiras em Yorkshire a fechar sob o governo de Margaret Thatcher, que alterou a política energética nacional de dependência do carvão e se opôs ao poder político do Sindicato dos Mineradores. Entre 1979 e 1983, os poços de Lofthouse, Manor, Newmarket, Newmillerdam, Parkhill e Walton foram fechados. Enquanto os poços de Wakefield eram fechados, a área carbonífera de Selby estava sendo aberta, e muitos mineiros de Wakefield aceitaram ofertas para se transferir para os novos poços que foram construídos para facilitar o deslocamento diário.

## Administração

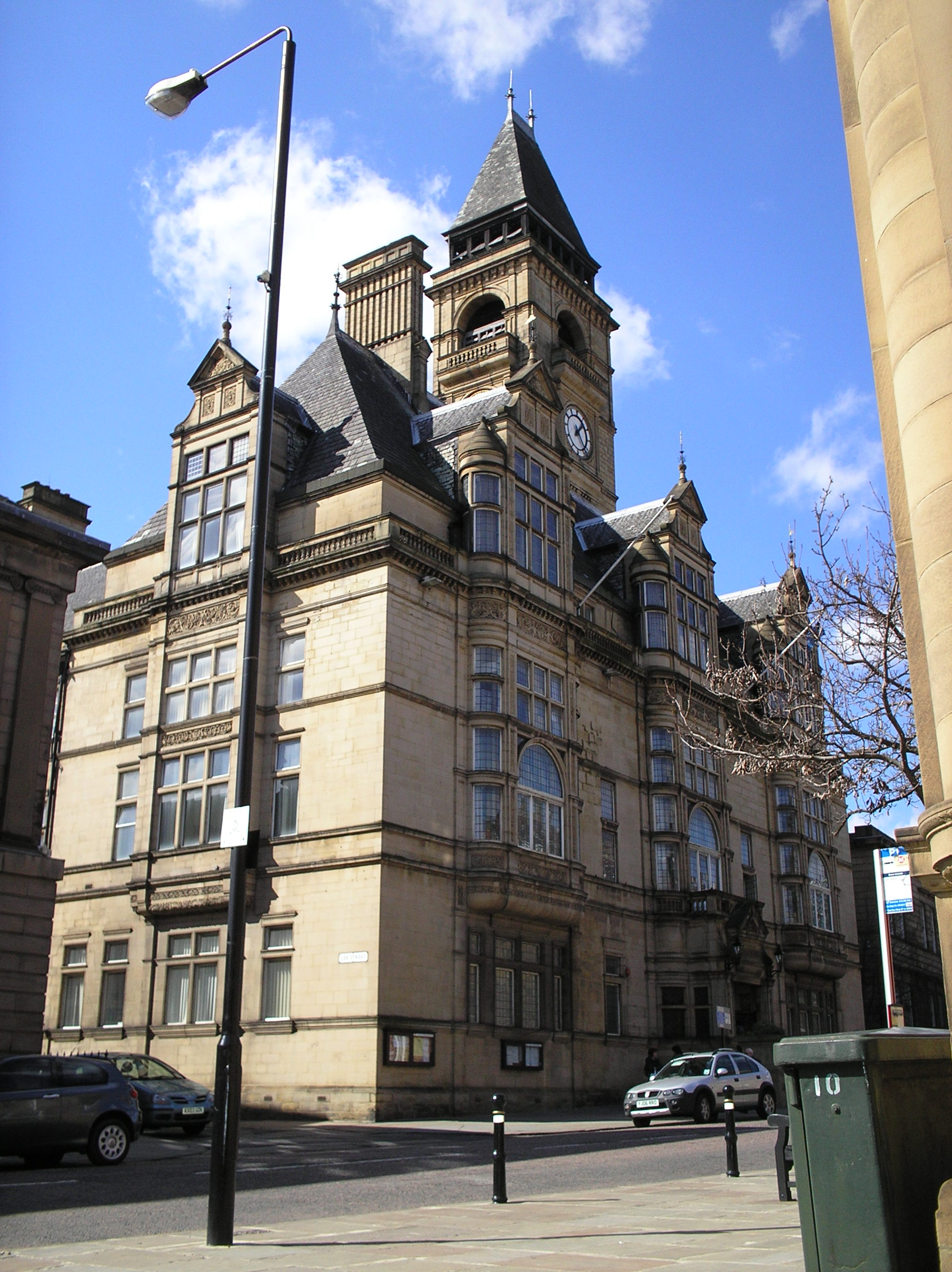
Prefeitura de Wakefield

Wakefield era, antigamente, uma cidade mercantil e uma freguesia na separação de Agbrigg do wapentake de Agbrigg and Morley em West Riding of Yorkshire. Transformou-se em um distrito parlamentar (parliamentary borough) com um membro no parlamento após o Reform Act de 1832. A cidade foi incorporada como um distrito municipal (municipal borough) com conselheiros eleitos em 1848 sob o Municipal Corporations Act de 1835. A atual representante de Wakefield no parlamento britânico é Mary Creagh, eleita pelo Partido Trabalhista nas eleições gerais de 2005. Ela foi reeleita em 2010 por reduzida maioria, e novamente em 2015, obtendo 40,3% dos votos. O assento é ocupado pelo Partido Trabalhista desde 1932.
A cidade era o assento de facto do governo regional em Yorkshire por dois séculos e transformou-se na sede do conselho de condado de West Riding, criado pelo Local Government Act de 1888. Depois que Wakefield foi elevada a diocese em 1888, o Conselho procurou o status de cidade, que foi concedido no mesmo ano. Wakefield tornou-se um county borough em 1913. Em 1974, sob os termos do Local Government Act de 1972, o county borough tornou-se extinto, uma vez que se fundiu com os locais ao redor.
Wakefield é coberto por quatro wards eleitorais (Wakefield East, Wakefield North, Wakefield South e Wakefield West) do Conselho do distrito metropolitano de Wakefield, do qual a cidade é hoje a sede. Cada ward elege três conselheiros para o Conselho de 63 membros. Em 2015, todos os conselheiros eleitos para Wakefield East, North e West eram membros do Partido Trabalhista E os conselheiros de Wakefield South representavam o Partido Conservador.
A cidade também é sede do Serviço de Ambulâncias de Yorkshire e da Polícia de West Yorkshire.

## Geografia
Wakefield está localizada 9 milhas (14 km) a sudeste de Leeds e 28 milhas (45 km) a sudoeste de York, no extremo leste dos Peninos, no baixo Vale do Calder. O centro da cidade está situado em uma colina baixa na margem norte do Calder, perto de um local de cruzamento, onde é atravessada por uma ponte de pedra de nove arcos, datada do século XIV, e uma ponte de concreto armado construída em 1929-30. Encontra-se na junção das principais vias Norte-Sul para Sheffield, Leeds e Doncaster e rotas a oeste-leste para Huddersfield, Dewsbury e Pontefract. Wakefield está dentro da área da região carbonífera de Nottinghamshire, Derbyshire e Yorkshire e encontra-se em meio a bacias de carvão e arenito datadas do Período Carbonífero.
Wakefield inclui as antigas aldeias periféricas da Alverthorpe, Thornes, Sandal Magna, Agbrigg, Lupset, Kettlethorpe e Flanshaw.
| Dados climatológicos para Huddersfield                                      | Dados climatológicos para Huddersfield | Dados climatológicos para Huddersfield | Dados climatológicos para Huddersfield | Dados climatológicos para Huddersfield | Dados climatológicos para Huddersfield | Dados climatológicos para Huddersfield | Dados climatológicos para Huddersfield | Dados climatológicos para Huddersfield | Dados climatológicos para Huddersfield | Dados climatológicos para Huddersfield | Dados climatológicos para Huddersfield | Dados climatológicos para Huddersfield | Dados climatológicos para Huddersfield |
| Mês                                                                         | Jan                                    | Fev                                    | Mar                                    | Abr                                    | Mai                                    | Jun                                    | Jul                                    | Ago                                    | Set                                    | Out                                    | Nov                                    | Dez                                    |                                        |
| --------------------------------------------------------------------------- | -------------------------------------- | -------------------------------------- | -------------------------------------- | -------------------------------------- | -------------------------------------- | -------------------------------------- | -------------------------------------- | -------------------------------------- | -------------------------------------- | -------------------------------------- | -------------------------------------- | -------------------------------------- | -------------------------------------- |
| Temperatura máxima média (°C)                                               | 7                                      | 7                                      | 9                                      | 12                                     | 16                                     | 18                                     | 21                                     | 21                                     | 17                                     | 13                                     | 9                                      | 7                                      |                                        |
| Temperatura mínima média (°C)                                               | 2                                      | 2                                      | 3                                      | 4                                      | 7                                      | 7                                      | 10                                     | 12                                     | 10                                     | 7                                      | 4                                      | 3                                      |                                        |
| Fonte: «Average Weather for Wakefield, ENG - Temperature and Precipitation» |                                        |                                        |                                        |                                        |                                        |                                        |                                        |                                        |                                        |                                        |                                        |                                        |                                        |

## Demografia
Em 2001, a área urbana de Wakefield possuía uma população de 76.886 habitantes, sendo 37,477 do sexo masculino e 39.409 do feminino. Além disso, no momento do Censo britânico de 2001, a cidade de Wakefield tinha uma população total de 315.172 habitantes, dos quais 161.962 mulheres e 153.210 homens. Dos 132,212 agregados familiares, 39.56% eram casais casados vivendo juntos, 28.32% eram domicílios de uma só pessoa, 9,38% eram casais coabitando e 9,71% eram famílias monoparentais. O número de famílias monoparentais situou-se ligeiramente acima da média nacional de 9,5%, assim como a percentagem de casais casados, cuja média nacional era de 36,5%; A proporção de domicílios de uma pessoa foi inferior à média nacional de 30,1%.
A densidade populacional era de 9,31/km2. Daqueles com idade entre 16 e 74, 39,14% não tinham qualificações acadêmicas, índice muito maior do que os 28,9% de toda a Inglaterra. Dos residentes de Wakefield, 2,53% nasceram fora do Reino Unido, significativamente abaixo da média nacional de 9,2%. O maior grupo minoritário foi registrado como o asiático, com 1,41% da população.

### Crescimento populacional
| Crescimento populacional em Wakefield entre 1881 e 1961 | Crescimento populacional em Wakefield entre 1881 e 1961 | Crescimento populacional em Wakefield entre 1881 e 1961 | Crescimento populacional em Wakefield entre 1881 e 1961 | Crescimento populacional em Wakefield entre 1881 e 1961 | Crescimento populacional em Wakefield entre 1881 e 1961 | Crescimento populacional em Wakefield entre 1881 e 1961 | Crescimento populacional em Wakefield entre 1881 e 1961 | Crescimento populacional em Wakefield entre 1881 e 1961 | Crescimento populacional em Wakefield entre 1881 e 1961 | Crescimento populacional em Wakefield entre 1881 e 1961 | Crescimento populacional em Wakefield entre 1881 e 1961 |
| Ano                                                     | 1881                                                    | 1891                                                    | 1901                                                    | 1911                                                    | 1921                                                    | 1931                                                    | 1939                                                    | 1951                                                    | 1961                                                    |                                                         |                                                         |
| ------------------------------------------------------- | ------------------------------------------------------- | ------------------------------------------------------- | ------------------------------------------------------- | ------------------------------------------------------- | ------------------------------------------------------- | ------------------------------------------------------- | ------------------------------------------------------- | ------------------------------------------------------- | ------------------------------------------------------- | ------------------------------------------------------- | ------------------------------------------------------- |
| População                                               | 22,173                                                  | 23,315                                                  | 24,107                                                  | 43,588                                                  | 52,891                                                  | 59,122                                                  | 56,963                                                  | 60,371                                                  | 61,268                                                  |                                                         |                                                         |
| Wakefield RSD 1881 - 1911 Wakefield MB/CB 1921 - 1961   |                                                         |                                                         |                                                         |                                                         |                                                         |                                                         |                                                         |                                                         |                                                         |                                                         |                                                         |

## Economia
| Comparativo sobre trabalho em Wakefield | Comparativo sobre trabalho em Wakefield | Comparativo sobre trabalho em Wakefield | Comparativo sobre trabalho em Wakefield | Comparativo sobre trabalho em Wakefield |
| --------------------------------------- | --------------------------------------- | --------------------------------------- | --------------------------------------- | --------------------------------------- |
| Censo Britânico de 2001                 | Wakefield                               | Área Urbana de West Yorkshire           | Inglaterra                              |                                         |
| População (16-74)                       | 55,789                                  | 1,072,276                               | 35,532,091                              |                                         |
|                                         |                                         |                                         |                                         |                                         |
| Empregados em período integral          | 39.7%                                   | 39.5%                                   | 40.8%                                   |                                         |
| Empregados em meio-período              | 12.4%                                   | 12.1%                                   | 11.8%                                   |                                         |
| Autônomos                               | 6.7%                                    | 6.3%                                    | 8.3%                                    |                                         |
| Desempregados                           | 4.1%                                    | 3.8%                                    | 3.3%                                    |                                         |
| Aposentados                             | 14.1%                                   | 12.8%                                   | 13.5%                                   |                                         |
| Fonte: Office for National Statistics   |                                         |                                         |                                         |                                         |

A economia de Wakefield diminuiu no último quarto do século XX, à medida que as minas de carvão e as indústrias manufatureiras tradicionais fechavam, contribuindo para elevadas taxas de desemprego. O emprego cresceu 12% entre 1998 e 2003, quando a economia se recuperou e apresentou crescimento, com a base econômica do distrito se diversificando. O crescimento foi apoiado por investimentos internos provenientes de fundos do governo europeu e do Reino Unido, que afetaram a regeneração da área. A indústria transformadora continua a ser um importante setor de emprego, embora se preveja que o declínio prosseguirá, enquanto a distribuição e as indústrias de serviços estão agora entre os principais empregadores.
No censo de 2001, havia 33.521 pessoas empregadas que residiam em Wakefield. Destes, 20,74% trabalhavam no comércio de atacado e varejo, incluindo a reparação de veículos automotivos; 14,42% trabalhavam na indústria de transformação; 11% trabalhavam no setor de saúde e trabalho social, e 6,49% trabalhavam nas indústrias de transporte, armazenagem e comunicação.

### Recuperação

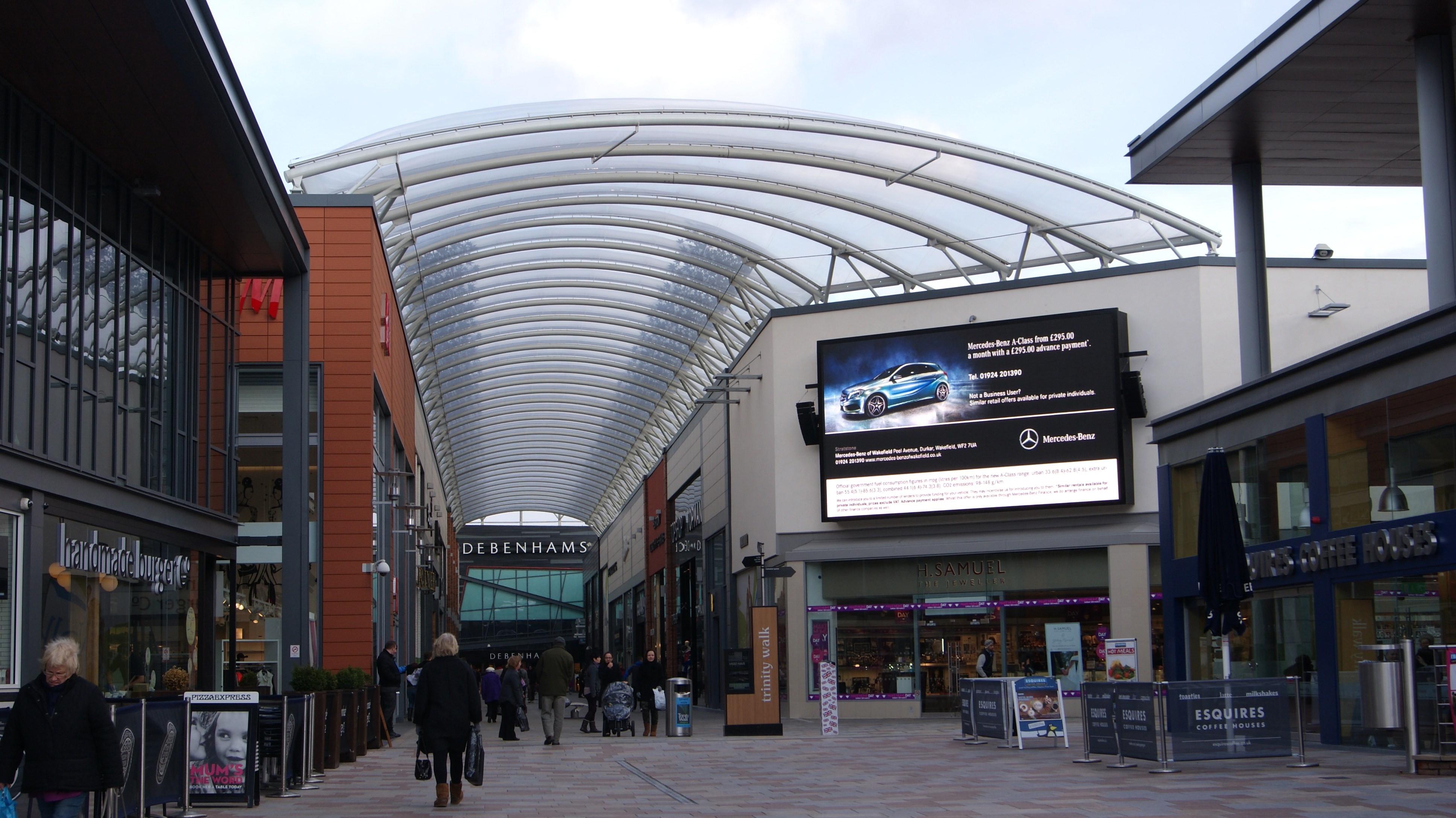
Trinity Walk Shopping Centre

Projetos de recuperação em Wakefield incluem o Trinity Walk Shopping Centre, criado para o desenvolvimento do varejo para o leste e norte do centro da cidade, incluindo lojas de departamento, supermercados, entre outros. Os trabalhos começaram no Outono de 2007, mas foi interrompido em 2009, sendo reiniciado em 2010 e inaugurado em 2011. A praça central no Bull Ring foi redesenhada com elementos de água e o Ridings Shopping Centre reformado. O pátio de mercadorias da Wakefield Westgate Station em Westgate e Balne Lane foi desenvolvido para criar comercio de varejo, espaço residencial e comercial, incluindo novos escritórios, um parque de estacionamento de vários andares que serve a estação e um hotel. Os desenvolvimentos à beira do rio e do canal, o "Wakefield Waterfront", incluem a reforma do entreposto de navegação tombado pelo patrimônio histórico, escritórios, comércio de varejo, restaurantes e cafés. O desenvolvimento inclui a galeria de arte Hepworth Wakefield, nomeada em honra da escultora local Barbara Hepworth, que foi inaugurada em Maio de 2011. A galeria tem dez espaços internos, exibindo muitos exemplos do trabalho de Hepworth. A galeria acrescentou cerca de £10 milhões para a economia local, atraindo 500.000 visitantes em seu primeiro ano. Apartamentos e escritórios foram construídos em Chantry Waters, em uma ilha entre o rio e o canal.

## Marcos

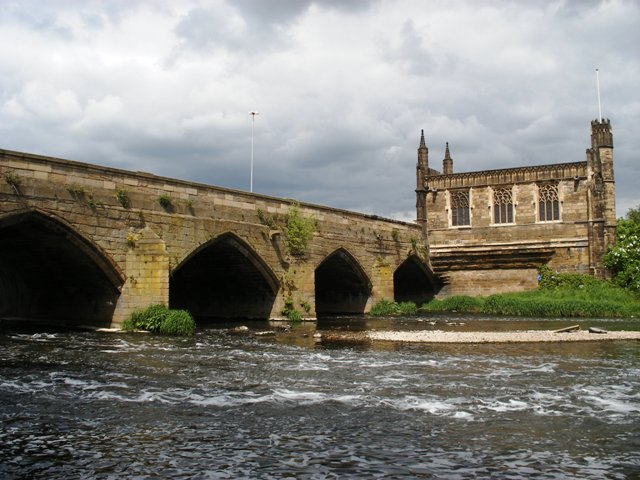
Chantry Bridge sobre o Rio Calder

O marco mais proeminente em Wakefield é sua Catedral, que possui a torre mais alta da cidade, alcançando 247 pés (75 m). Outros marcos incluem a Corte da Coroa (Crown Court), edifício em estilo neoclássico, datado de 1810, tombado pelo Patrimônio Histório e a sede do Condado, edifício em estilo barroco de 1898, também tombado. A Igreja de St John e sua praça, St John's North e South Parade são parte do desenvolvimento residencial datado do Período Georgiano.
A velha Wakefield Bridge com a Chantry Chapel, Castelo de Sandal, e Lawe Hill, em Clarence Park, são monumentos antigos.
Outra estrutura de destaque é o viaduto da rodovia 95, construído com mais de 800.000.000 de tijolos na década de 1860, na linha ferroviária de Doncaster para Leeds. Em sua extremidade norte está uma ponte com uma extensão de 80
-pé (24 m) sobre Westgate e em sua extremidade sul uma ponte de ferro de 163
-pé (50 m) que cruza o rio Calder.

## Transportes

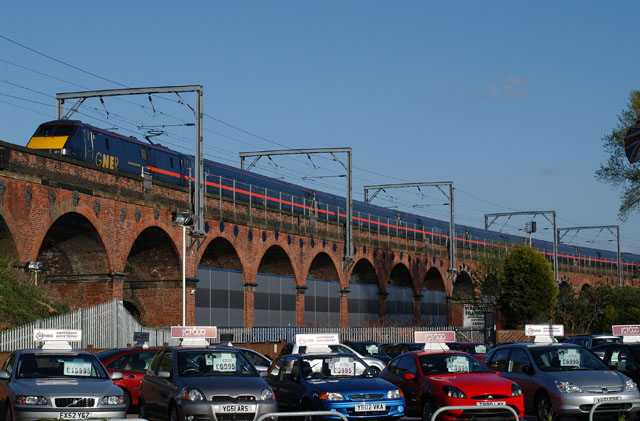
Viaduto construído em tijolos em Wakefield

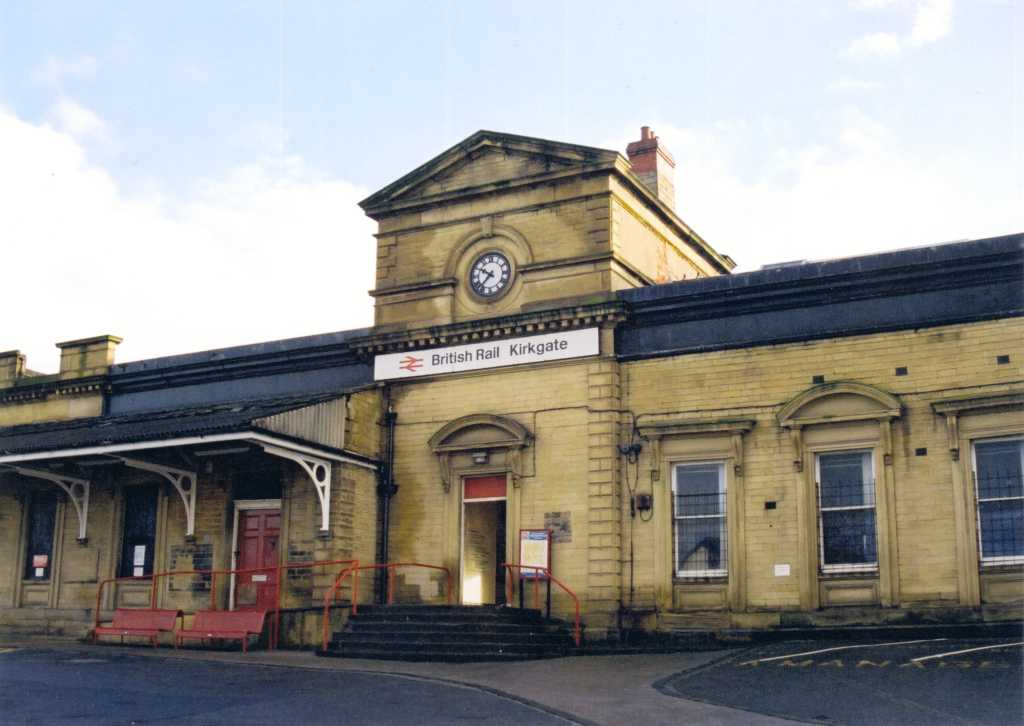
Estação Ferroviária Wakefield Kirkgate

Wakefield tem um bom acesso ao sistema de autoestradas, com a intersecção das rodovias M1 e M62, junções 42/29, em direção ao noroeste, enquanto a M1 para o oeste é acessada nas junções 39, 40 e 41. A A1(M) fica a leste do distrito. Wakefield é atravessada pelas rodovias A61, A638 e A642, e é o ponto de partida da A636 e da A650.
O Conselho está trabalhando junto com o Metrô, os outros quatro conselhos distritais de West Yorkshire e operadores de transportes para fornecer um sistema integrado para o distrito, através da implementação do Plano de Transporte Local. A rede de ônibus local, coordenada pelo West Yorkshire Passenger Transport Executive, e que parte da estação localizada no centro da cidade, serve Wakefield e região.
A Estação Wakefield Kirkgate foi aberta pela Manchester and Leeds Railway  em 1840. Ela é operada pela Arriva Rail North, que opera trens para Barnsley, Meadowhall Interchange, Sheffield, Normanton, Pontefract, Knottingley, Leeds, Castleford e Nottingham. A estação serve a Linha Hallam, a Linha Huddersfield e a Linha Pontefract da rede MetroTrain. Os trens da Grand Central operam entre as estações London King's Cross e Bradford Interchange, com parada em Kirkgate. A estação adquiriu a reputação de ser uma das piores do país. Por isso, está passando por uma extensa renovação.
Já a estação Wakefield Westgate foi inaugurada em 1867 com a linha entre Doncaster e Leeds. Ela tem conexões com a linha principal da costa leste, linhas para Leeds, Doncaster, e estações em direção à London King's Cross. A companhia Crosscountry opera para Newcastle upon Tyne, Edimburgo, Birmingham e para o Sudoeste. A Companhia East Midlands também parte através de Sheffield e Leicester para St Pancras International, em Londres. Wakefield Westgate está na linha de Wakefield da rede MetroTrain, tendo sido eletrificada em 1989.
Wakefield conta com um serviço de trens expressos a partir de ambas as suas estações ferroviárias, permitindo que Londres possa ser alcançada em menos de duas horas. O aeroporto mais próximo é o Aeroporto Internacional de Leeds Bradford, 19 milhas (31 km) ao norte da cidade, em Yeadon.
A Aire and Calder Navigation está a uma distância de 33 milhas (53 km) de Leeds para Goole, e 7,5 milhas (12,1 km) de Wakefield para Castleford, e foi criada por um Ato do Parlamento em 1699. Foi aberta para Leeds em 1704 e para Wakefield in 1706, permitindo embarcações que transportem até 100 toneladas para alcançar Wakefield pelo rio Humber. Ela ainda é usada em menor grau para o tráfego comercial e embarcações de lazer.
A Calder and Hebble Navigation também foi criada por Ato do Parlamento, em 1758. A intenção era tornar o Calder navegável para Sowerby Bridge. A rota foi originalmente supervisionada por John Smeaton, permanecendo aberta até os dias atuais e sendo usada por barcos de recreio. O Canal Barnsley, um amplo canal com 20 comportas, foi inaugurado em 1799 conectando Barnsley à Aire e Calder Navigation em Wakefield, mas foi abandonada em 1953.

## Educação

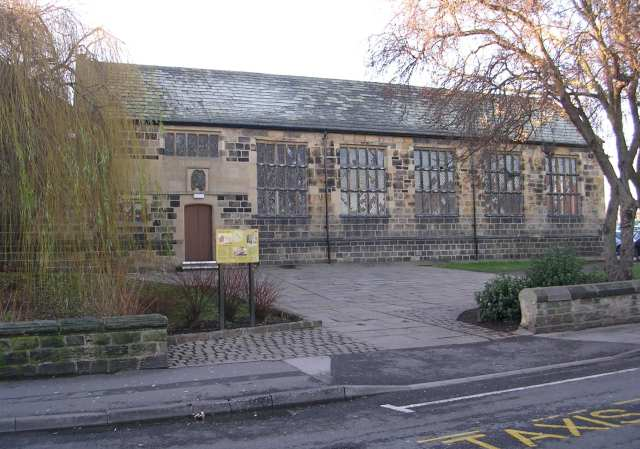
Queen Elizabeth Grammar School, em Brook Street, Wakefield

A mais antiga escola ainda existente em Wakefield é a Queen Elizabeth Grammar School, um estabelecimento somente para meninos estabelecida em 1591 pela rainha Elizabeth I, por Carta Real. O edifício original, em Brook Street, é agora a "Elizabethan Gallery". A escola mudou-se para Northgate em 1854.
A escola foi administrada pelo Governors of Wakefield Charities, que inaugurou a Wakefield Girls High School, destinada a meninas, em Wentworth Street, em 1878. Estas duas escolas hoje são escolas independentes. Escolas nacionais foram abertas pela Igreja da Inglaterra, incluindo a St Mary's na década de 1840 e a St John's em 1861. Estas escolas nacionais foram instituições fundadas no século XIX na Inglaterra e País de Gales fornecendo educação elementar, de acordo com o ensino da Igreja Anglicana, aos filhos dos pobres. A original St Austin's Catholic School foi aberta em 1838. A Methodist School foi inaugurada em Thornhill Street em 1846. A Pinders Primary School, originalmente em Eastmoor School, é a única escola surgida como resultado do Education Act de 1870 que permanece até os dias atuais.
O Wakefield College tem suas origens na School of Art and Craft de 1868 e hoje é a maior provedora de educação continuada nesta área, com cerca de 3.000 alunos em tempo integral e 10.000 em tempo parcial, e Campi em Wakefield e cidades circunvizinhas. Em 2007 a Câmara Municipal de Wakefield e o Wakefield College anunciaram planos para estabelecer o University Centre of Wakefield mas uma proposta de financiamento foi negada em 2009.

## Religião
| Religião em Wakefield em 2001 | Religião em Wakefield em 2001 | Religião em Wakefield em 2001 | Religião em Wakefield em 2001 |
| Censo Britânico de 2011       | Wakefield                     | Yorkshire                     | Inglaterra                    |
| ----------------------------- | ----------------------------- | ----------------------------- | ----------------------------- |
| Cristãos                      | 78.21%                        | 73.07%                        | 71.74%                        |
| Sem religião                  | 11.74%                        | 14.09%                        | 14.59%                        |
| Muçulmanos                    | 1.14%                         | 3.81%                         | 3.1%                          |
| Budistas                      | 0.10%                         | 0.14%                         | 0.28%                         |
| Hindus                        | 0.20%                         | 0.32%                         | 1.11%                         |
| Judeus                        | 0.04%                         | 0.23%                         | 0.52%                         |
| Sikhs                         | 0.08%                         | 0.38%                         | 0.67%                         |
| Outras religiões              | 0.18%                         | 0.19%                         | 0.29%                         |
| Religião não declarada        | 7.57%                         | 7.77%                         | 7.69%                         |

A mais antiga igreja de Wakefield é a de Todos os Santos (All Saints, em inglês), hoje a Catedral de Wakefield, uma igreja paroquial do século XIV, construída no local onde anteriormente situavam-se igrejas saxônicas e normandas. Foi restaurada por Sir George Gilbert Scott no século XIX, e elevada ao estatuto de catedral em 1888. O primeiro Bispo de Wakefield foi William Walsham How.
A Igreja de St John foi construída em 1795, em arquitetura georgiana. Três novas igrejas anglicanas construídas parcialmente com dinheiro votado pelo Parlamento como resultado dos Church Building Acts de 1818 e 1824: St Peter em Stanley, em 1824, St Paul em Alverthorpe, em 1825, e St James em Thornes, em 1831. A Igreja da Santíssima Trindade (Holy Trinity), localizada em George Street, foi construída em 1838-39. A de St Andrew's foi inaugurada em Peterson Road em 1846, a de St Mary em Charles Street foi consagrada em 1864 e a de St Michael consagrada em 1861.
No século XIX, capelas Metodistas primitivas e independentes foram abertas, e os Batistas também inauguraram uma capela em George Street em 1844. A Igreja de St John the Divine, foi construída em Calder Grove no ano de 1892.
A diocese da Igreja Anglicana em Wakefield fechou paróquias, principalmente, em West Yorkshire, partes de South Yorkshire e cinco paróquias em North Yorkshire. Ela acabou sendo dissolvida no domingo de Páscoa de 2014. Stephen Platten foi o 12º e último Bispo de Wakefield. A diocese de Leeds agora abrange Wakefield.
A cidade possui duas paróquias católicas - no norte a de San Martin de Porres incorpora as igrejas de St Austin, inaugurada em 1828 em Wentworth Terrace, e English Martyrs (Mártires Ingleses), aberta em 1932 em Lupset, e no sul, a de St Peter and St Paul, uma igreja moderna construída em 1991 na região de Standbridge Lane. Wakefield faz parte da Diocese Católica Romana de Leeds.
A associação muçulmana de Agbrigg possui a mesquita de Zakaria Masjid em Wakefield.
Wakefield também é conhecida pelo chamado Círculo de Wakefield, uma coleção de 32 peças de mistério baseadas na Bíblia, datadas do século XIV, que foram realizadas como parte do festival religioso de verão de Corpus Christi e revividas em tempos recentes.

## Cultura

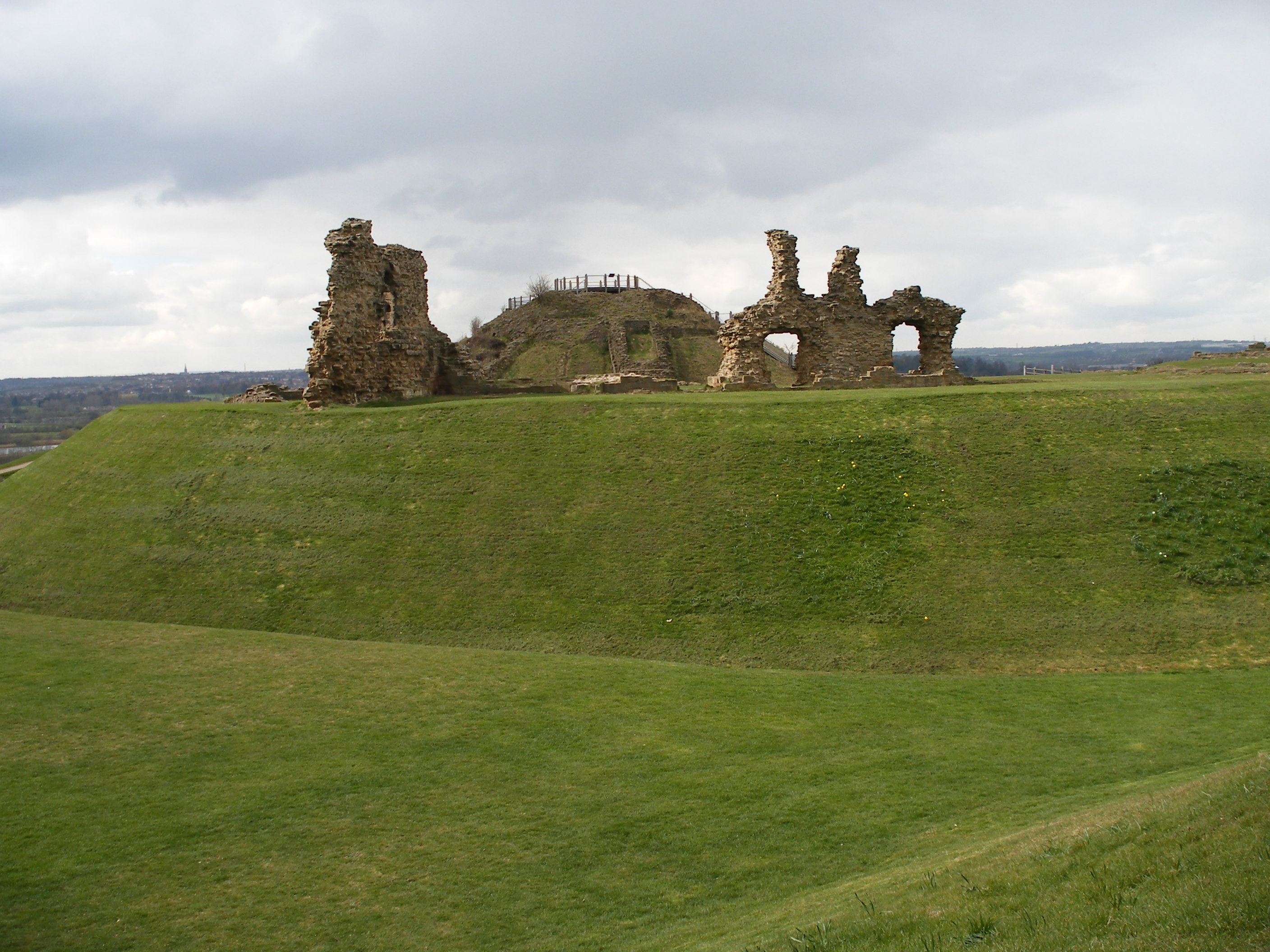
Ruínas do Castelo de Sandal

As ruínas do Castelo de Sandal e seu centro de visitantes estão abertos ao público.
O Theatre Royal, em Westgate, projetado pelo arquiteto Frank Matcham e inaugurado em 1894, atualmente apresenta um programa de entretenimento, incluindo musicais, teatro, música ao vivo, stand up comedy e dança.
As duas bibliotecas centrais de Wakefield foram fechadas e se mudaram para um novo prédio de £31 milhões em outubro de 2012. A nova biblioteca foi oficialmente aberta pelo cantor Jarvis Cocker, líder da banda Pulp em 10 de novembro. O Wakefield Museum mudou-se do antigo Instituto de Mecânica em Wood Street para Wakefield One no mesmo período. O novo museu foi oficialmente aberto por Sir David Attenborough em 9 de Março de 2013. A Yorkshire Music and Drama Library, em Balne Lane, conseguiu uma coleção regional, de mais de 500.000 itens de música e 90.000 cópias de peças para a Yorkshire Libraries & Information (YLI). Ela foi fechada em 31 de Março de 2012 quando a seção de música mudou-se para Huddersfield e a de drama para Leeds.

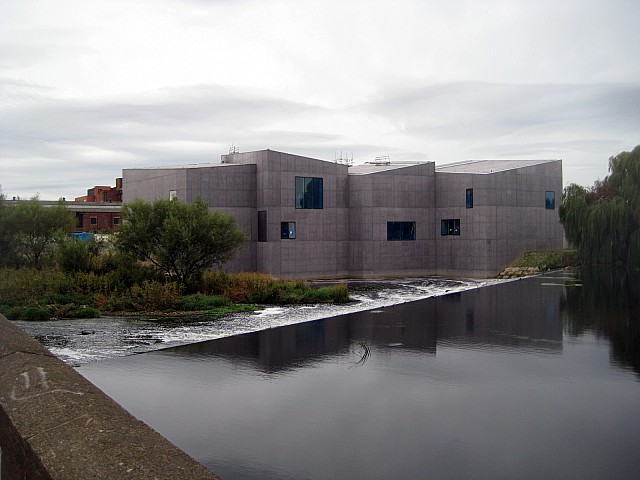
Galeria The Hepworth Wakefield e o Rio Calder

Em Maio de 2011 a galeria The Hepworth Wakefield foi aberta na margem sul do rio Calder, perto de Wakefield Bridge, exibindo obras de artistas locais como Barbara Hepworth e Henry Moore e outros artistas britânicos e internacionais.
Três parques contíguos de Wakefield tem uma história que remonta a 1893, quando Clarence Parque foi inaugurado em um terreno próximo a Lawe Hill. O adjacente Holmefield Estate foi adquirido em 1919, seguido por Thornes House em 1924, fazendo um grande parque no sudoeste da cidade. O Clarence Park Festival é realizado anualmente em Clarence Park, promovendo bandas locais.
Duas cantigas infantis com conexões com Wakefield são "Here We Go Round the Mulberry Bush", que pode ter sido criada por mulheres presas em Wakefield. e
"The Grand Old Duke of York", que pode aludir à Batalha de Wakefield em 1460, referindo-se a Richard Plantagenet, o 3º duque de York.  A letra da canção popular "Onward Christian Soldiers" foi escrita na igreja de St Peter, nas proximidades de Horbury.
Wakefield é conhecida como a capital do Triangulo do Ruibarbo, uma área notável pelo crescimento precoce da planta. Em Julho de 2005 uma escultura foi erguida para celebrar esta faceta de Wakefield, e há ainda o 'Wakefield Festival of Food, Drink and Rhubarb" (Festival de Comida, Bebida e Ruibarbo de Wakefield), que ocorre durante o último fim de semana de Fevereiro.
O jornal Wakefield Express, foi fundado em 1852. Outro jornal, o Wakefield Guardian, foi estabelecido em 2007, mas sua circulação já foi encerrada. Wakefield possui ainda uma estação de rádio, a Ridings FM.
Em 1913, Albert Winstanley abriu o cinema Picture House, em Westgate. Logo após a abertura ele foi rebatizado como Playhouse. Hoje o local abriga uma boate. Em 1935, a Associated British Cinemas (ABC) inaugurou o Regal Cinema, em Kirkgate. O edifício em Art Deco foi rebatizado como ABC em 1962. O cinema foi fechado em 1997 e, desde então, mantém-se abandonado. No entanto, tem havido sucessivas propostas para reconstruí-lo ou demoli-lo.
O National Coal Mining Museum for England, o Yorkshire Sculpture Park e o Nostell Priory estão dentro da área metropolitana de Wakefield, assim como Walton Hall, uma mansão georgiana situada no que foi a primeira reserva natural do mundo, criada pelo explorador Charles Waterton. A casa funciona hoje como um hotel.
Uma pequena parte do filme da BBC de 1977 The Price of Coal foi rodado em Wakefield, com a Equipe de Resgate de Minas baseada na cidade. Os créditos finais da produção trazem um agradecimento especial a essa equipe.

## Esportes
Wakefield Trinity Wildcats, originalmente Wakefield Trinity, é um time de rugby league que atualmente disputa a Super League. O clube, fundado em 1873, foi um dos fundadores da Rugby Football League após a divisão da Rugby Football Union em 1895. Manda seus jogos no estádio Belle Vue. Várias equipes locais jogar em ligas diferentes da Associação Britânica de Rugby League Amador, (BARLA, na sigla em inglês).
No Rugby Union a cidade é representada pelo Sandal RUFC. O Wakefield RFC foi outro clube da modalidade, atuando de 1901 a 2004, quando encerrou as atividades.
Wakefield teve brevemente um time de futebol, quando o Emley FC mudou-se para jogar em Belle Vue. Em seguida mudou-se para jogar no campo do College Grove e depois para compartilhar brevemente o campo do Ossett Town, até ser dissolvida em Junho de 2014. Emley A.F.C. foi fundado para restaurar as ligações do time original do time com Emley.

## Pessoas Notáveis
O novelista George Gissing nasceu em Wakefield em 1857; Sua casa de infância em Thompson's Yard é mantida pela Gissing Trust. A escultora Barbara Hepworth também é nascida em Wakefield, no ano de 1903. David Storey foi um romancista e dramaturgo que em 1960 escreveu This Sporting Life, transformado em filme em 1963. O ex-arcebispo de York David Hope nasceu em 1940 em Thornes.

## Cidades Irmãs
Cidades irmãs de Wakefield:
| - Alfeld, Alemanha - Belgorod, Rússia - Castres, França - Castrop-Rauxel, Alemanha | - Girona, Espanha - Hénin-Beaumont, França - Herne, Alemanha - Konin, Polônia |